# ان‌جی‌سی ۳۳۱۴
ان‌جی‌سی ۳۳۱۴ (به انگلیسی: NGC 3314) یک کهکشان مارپیچی در فاصله ۱۱۷-۱۴۰ میلیون سال نوری در صورت فلکی مار باریک است.
این کهکشان مارپیچی در حقیقت از ترکیب یک جفت کهکشان تشکیل شده است که همپوشانی دارند و این خاصیت کمیاب این کهکشان به اخترشناسان این امکان را می‌دهد تا ویژگی‌های غبار میان‌ستاره‌ای را بررسی کنند.